# Turn Up the Music (canção de Chris Brown)
"Turn Up the Music" é uma canção do artista americano Chris Brown. Composta por Brown, Damon Thomas, Harvey Mason, Michael "Mike J" Jimenez, Terence Cole, Fuego, sendo produzida pelo último juntamente com The Underdogs. O lançamento da faixa como single ocorreu em 9 de setembro de 2011 pela RCA Records como primeiro single do álbum Fortune (2012). A canção foi enviada às rádios contemporâneas nos Estados Unidos em 7 de fevereiro de 2012, sendo bem recebida pelos críticos especializados. A inspiração para a canção veio de movimentos de Brown na pista de dança.
A faixa teve um desempenho moderado nas tabelas musicais, alcançando as dez primeiras posições nas paradas da Austrália, da Bélgica, da Nova Zelândia e Estados Unidos, enquanto liderou a Escócia e o Reino Unido em tabelas publicadas pela The Official Charts Company (OCC). Em junho de 2012, a canção foi certificada de disco de platina duplo pela ARIA, por mais de 140 mil cópias vendidas na Austrália. Também foi autenticada como disco de platina pela IFPI Dinamarca, por mais de 8 mil exemplares. Também foi certificada de disco de ouro pela indústria fonógrafica neozelandesa.
O videoclipe da música foi gravado em Los Angeles nos Estados Unidos e estreou em 17 de fevereiro de 2012. Foi dirigido por Godfrey Taberez e Brown. O vídeo apresenta Brown em uma festa repleta de pessoas mascaradas, onde ele executa suas coreografias. Após o seu lançamento, a recepção foi bastante mista, recebendo então comparações com trabalhos de Michael Jackson. Chris Brown apresentou a canção durante o Grammy Awards de 2012. Mais tarde, uma versão alternativa com a participação da cantora Rihanna foi lançada.

## Antecedentes e composição
A canção foi composta por Brown, Damon Thomas, Harvey Mason, Michael "Mike J" Jimenez, Terence Cole, Fuego, sendo produzida pelo último junto a The Underdogs. Em 25 de janeiro de 2012, Brown anunciou em seu twitter que o segundo single do disco seria chamado "Turn Up the Music", no dia seguinte, a música e sua capa estrearam online. A obra foi oficialmente enviada para rádios contemporâneas nos Estados Unidos em 7 de fevereiro de 2012. Durante uma entrevista com a MTV News, os The Underdogs afirmaram que a inspiração da música "era realmente ele [Brown] como um artista e a forma como dança nos espetáculos, dando-lhe algo para combinar com essa energia".
"Turn Up the Music" deriva-se dos gêneros musicais dance, house e pop, que dura em torno de três minutos e quarenta e nove segundos. A faixa é constituída por batidas pulsantes, sintetizadores e percussão. Jason Lipshutz, da revista Billboard notou que a música referencia "Sexy and I Know It" do LMFAO. Na música, Brown encoraja uma noite de bebedeira com sensualidade, e os ouvintes que estão no comando aumentam o volume. A canção inicia-se em "alta pulsação" e, em seguida, passa para uma "baixa pulsação". Brown canta: "Aumente a música, porque o sol acabou de chegar / Aumente a música, se eles tentarem nos reprimir / Aumente a música, eu posso ouvir até explodir os auto-falantes / Aumente a música, encha seu copo e beba-o", que é seguido por gritos repetidos: "Se você é sexy e sabe disto levante as mãos para o ar".

## Recepção da crítica
| Críticas profissionais | Críticas profissionais |
| Avaliações da crítica  | Avaliações da crítica  |
| Fonte                  | Avaliação              |
| ---------------------- | ---------------------- |
| PopCrush               | [ 12 ]                 |
| Digital Spy            | [ 13 ]                 |
| About.com              | [ 11 ]                 |
| HitFix                 | (positiva)             |
| MTV News               | (positiva)             |
| Idolator               | (positiva)             |

As críticas após o lançamento da faixa foram geralmente positivas. Christina Garibaldi da MTV News comentou que a canção é muito parecida com seu single de 2010, "Yeah 3x", e que a mesma tem um som dançante e eletrônico que fará com que as pessoas dancem. Melinda Newman da HitFix comparou "Turn Up the Music" com "Party Rock Anthem" do grupo LMFAO, chamando-a de "sucesso absoluto", e que definitivamente alcançaria número um na parada Hot Dance Club Songs da Billboard. Georgette Cline da The Boombox classificou-a como uma "faixa dançante e inspiradora". Robbie Daw do Idolator comparou a canção com "Forever" e "Yeah 3x", mas observou que a música tem batidas mais dançantes. Daw concluiu que "o número deve agradar a mesma multidão que consome LMFAO, Kesha e Lady Gaga". Liz Barker da MTV escreveu que com suas batidas animais e com super-sintetizadoras, "Turn Up The Music" é uma música muito "dançante".
Bill Lamb do portal About.com presenteou a canção com quatro estrelas e meia em uma escala que vai até cinco. Lamb comentou que a canção é dançante e que Brown está claramente apontando para o número um na Hot Dance Club Songs. Andrew Martin da revista Prefix deu a música uma revisão mista, escrevendo que "quando Brown usava as baladas como inspiração, as produções eram jogadas fora, mais o novo single pode se tornar um hino de discoteca". Martin também acrescentou que a música soa como uma faixa do álbum Nothing but the Beat do cantor David Guetta. Lewis Corner do Digital Spy deu a canção três de cinco estrelas possíveis, e comentou que a canção poderia levá-lo novamente a uma nomeação ao prêmio Grammy. Scott Shetler do site PopCrush pontuou a canção com três estrelas e meia de cinco, comentando: "Brown revisita o estilo de dança eletrônica de sua canção "Yeah 3x" em "Turn Up the Music". Shetler terminou escrevendo que a música não é totalmente original.

## Faixas e formatos
O versão original do single tem duração de quatro minutos e quarenta e nove segundos. A edição que foi lançada no Reino Unido traz a versão original da música e duas outras faixas, uma remistura da canção "Yeah 3x" e o single promocional "Strip". O Amazon disponibilizou a versão ao vivo das duas músicas que foram interpretadas no Grammy Awards: a primeira "Turn Up the Music" e a segunda, "Beautiful People".
| CD single |                       |         |  |
| N.º       | Título                | Duração |  |
| 1.        | ""Turn Up the Music"" | 3:49    |  |

| Live at the 54th Grammy Awards |                                                    |         |  |
| N.º                            | Título                                             | Duração |  |
| 1.                             | "Turn Up the Music" / "Beautiful People"           | 4:07    |  |
| 2.                             | "Turn Up the Music" / "Beautiful People" ((vídeo)) | 4:07    |  |

| Download digital no Reino Unido |                            |         |  |
| N.º                             | Título                     | Duração |  |
| 1.                              | "Turn Up the Music"        | 3:49    |  |
| 2.                              | "Strip" (com Kevin McCall) | 2:49    |  |
| 3.                              | "Yeah 3x (Invaderz Remix)" | 4:05    |  |

| CD single alemão |                            |         |  |
| N.º              | Título                     | Duração |  |
| 1.               | "Turn Up the Music"        | 3:49    |  |
| 2.               | "Strip" (com Kevin McCall) | 2:49    |  |

## Vídeo musical

### Desenvolvimento
O vídeo da música "Turn Up the Music" foi co-dirigido por Brown e filmado em Los Angeles, Califórnia, nos dias 1 e 2 de fevereiro de 2012. No segundo dia de gravação, Brown postou em seu twitter: "Vou deixar vocês julgarem, mas este vídeo da música de 'Turn Up the Music' é provavelmente o meu melhor vídeo, de longe!". Imagens da filmagem vazaram na internet no mesmo dia, em uma delas Brown aparece sentado no banco de passageiro de um carro clássico, em outra ele podia ser visto sem camisa em cima de um outo veículo com um grupo de pessoas. Uma outra imagem podíamos ver uma dançarina cobrindo o rosto com uma máscara. O trio de hip-hop Rej3ctz fez uma aparição no vídeo. Foi divulgado uma pequena parte das gravações no dia 14 de fevereiro de 2012. No vídeo, Brown também aparece vestido por um terno preto, dançando uma coreografia com vários bailarinos em um armazém, rodeado por pessoas que estão usando máscaras de animais. O lançamento oficial ocorreu em 17 de fevereiro de 2012.

### Sinopse

Imagem retirada do videoclipe no momento em que Brown chama um táxi futurista.

O vídeo começa com Brown bebendo na rua, antes de chamar um táxi futurista. Ele então pede para o taxista ligar o ar condicionado porque ele se sente quente, entretanto o motorista liga o som do carro que está tocando a música [Turn Up the Music], em seguida, olha para Brown, que parece estar assustado, porque ele está usando uma máscara de um cavalo. A música começa a tocar, e em seguida Brown sai do carro chegando a uma festa em uma rua cheia de pessoas mascaradas. Ele então entra em um armazém e faz uma coreografia com seus dançarinos. Quando o refrão começa pela primeira vez, Brown chega em outra festa repleta de luzes e mais pessoas mascaradas. Depois de um chapéu ser descartado para ele por um de seus dançarinos no meio da multidão, Brown e seus dançarinos executam uma outra rotina de dança. Depois aparecem imagens dele dançando sozinho em uma sala com luzes a piscar e alto-falantes enormes no fundo. Durante o segundo refrão, ele é visto em uma outra sala de dança com seus dançarinos, e rodeado por pessoas mascaradas. No final do coro, Brown e seus dançarinos aparecem dentro do armazém e continuam dançando. Em outras cenas, ele é visto dançando sozinho com uma bengala em uma sala onde chove muito, vestindo calça branca, uma blusa preta e um chapéu. Brown se divide em três pessoas, tira a camisa e joga para a câmera quebrando a lente.

### Recepção
Jocelyn Vena da MTV News descreveu como um "vídeo de arregalar os olhos" e notou que havia várias roupas usadas por Brown no vídeo que prestam homenagem ao seu ídolo Michael Jackson. Jacob Moore da revista Complex comentou que as cenas de uma "festa de dança é o que você mais pode esperar de um vídeo do Breezy". Um escritor da revista Rap-Up descreveu o vídeo como "eletrizante" e com "rotinas escorregadias e coreografadas" interpretada por Brown. Um redator da Capital FM afirmou que no vídeo o que mais se destaca é as "coreografias impressionantes" e tomou nota que a rotina do videoclipe é semelhante a um show de Michael Jackson. Apesar de achar a música antipática, Andrew Martin da revista Prefix ficou impressionado com os "movimentos de dança" que o vídeo tem. Meena Rupani do DesiHits disse que o vídeo a levou "em um mundo totalmente diferente" e que lembrou dos filmes Eyes Wide Shut (1999) e Men in Black (1997). Katie Hasty da HitFix fez um comentário um pouco positivo, escrevendo: "Há uma grave série de danças radicais que podem impressionar o ódio dos inimigos". Aaron Coach do Hollywood Reporter escreveu que no vídeo Brown demonstra que ama todas as coisas de Michael Jackson.

## Divulgação e outras versões

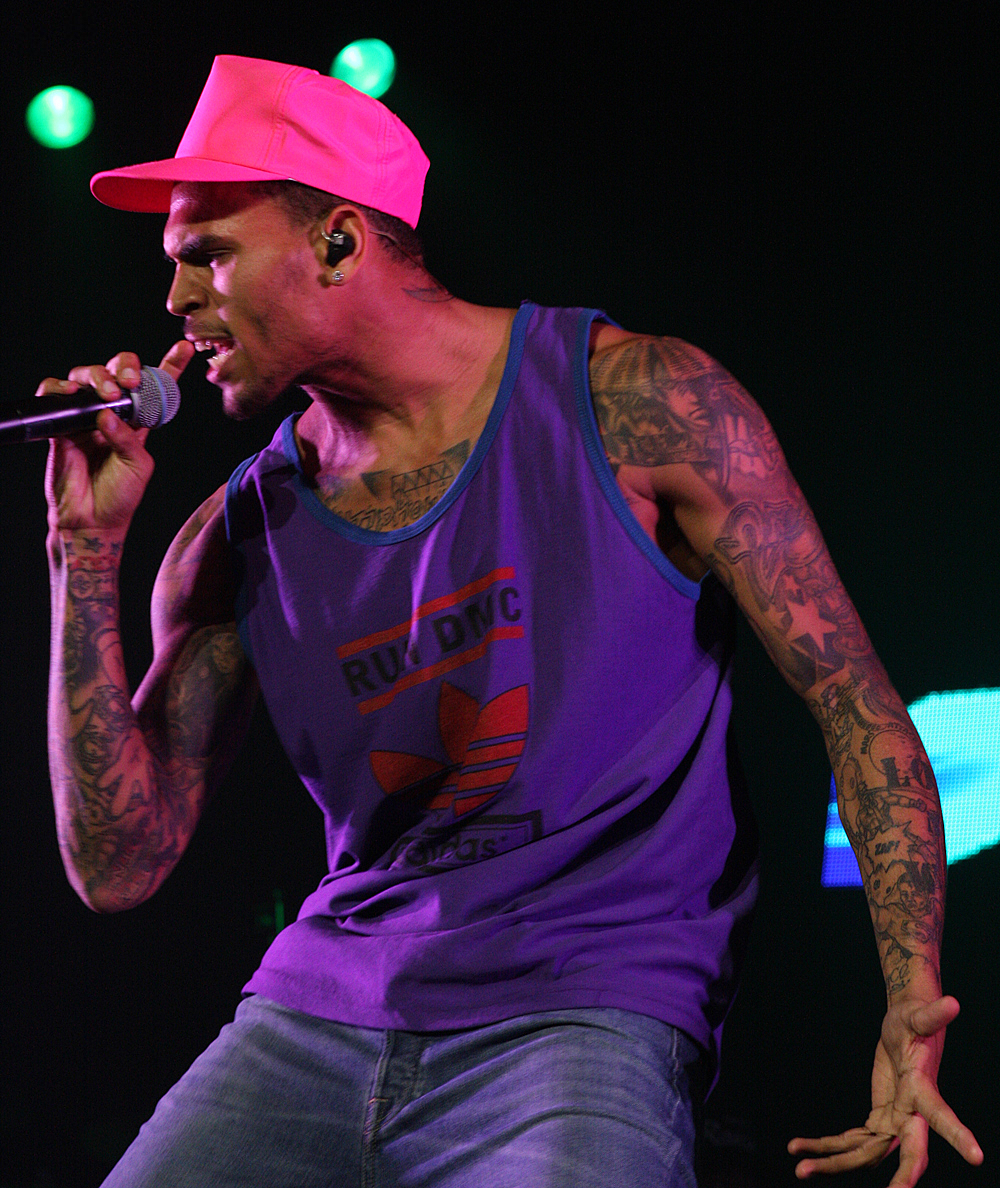
Brown em sua atuação no Supafest na Austrália, em abril de 2012.

Em 12 de fevereiro de 2012, Brown atuou um medley de "Turn Up the Music" e "Beautiful People" nas concessões do 54th Grammys Awards. A apresentação começou com Brown em pé em cima de uma coleção de blocos coloridos, vestido com uma jaqueta branca e cinza, calça branca e tênis espumantes. Brown usou malabarismo para mover-se para cima e para baixo várias vezes entre os blocos, que passou de vermelho para azul, amarelo e verde, ele em seguida cantou "Beautiful People", e desta vez saltou entre os blocos, enquanto seus dançarinos estavam vestidos com ponchos alados de tamanho grande. No dia seguinte, foi disponibilizado para descarga digital no iTunes Store a versão ao vivo no Grammy. Rob Markman da MTV News comentou que às vezes os blocos assemelhavam-se ao jogo arcade de 1980 Q*bert. Evelyn McDonnell do Los Angeles Times disse que Brown estava dublando na apresentação. Andrew Martin da revista Prefix nomeou como uma das piores performances realizadas na premiação. Em 26 de fevereiro de 2012, ele atuou a música durante o intervalo do NBA All-Star Game, em Orlando. Em abril de 2012, Brown cantou a música durante um concerto em Supafest na Austrália, como parte de uma lista definida, que incluiu "Run It!", "Yeah 3x", "Look at Me Now", "She Ain't You", "Wet the Bed", "Body 2 Body" e "Birthday Cake". Em 8 de maio de 2012, Brown cantou a música em Dancing with the Stars.

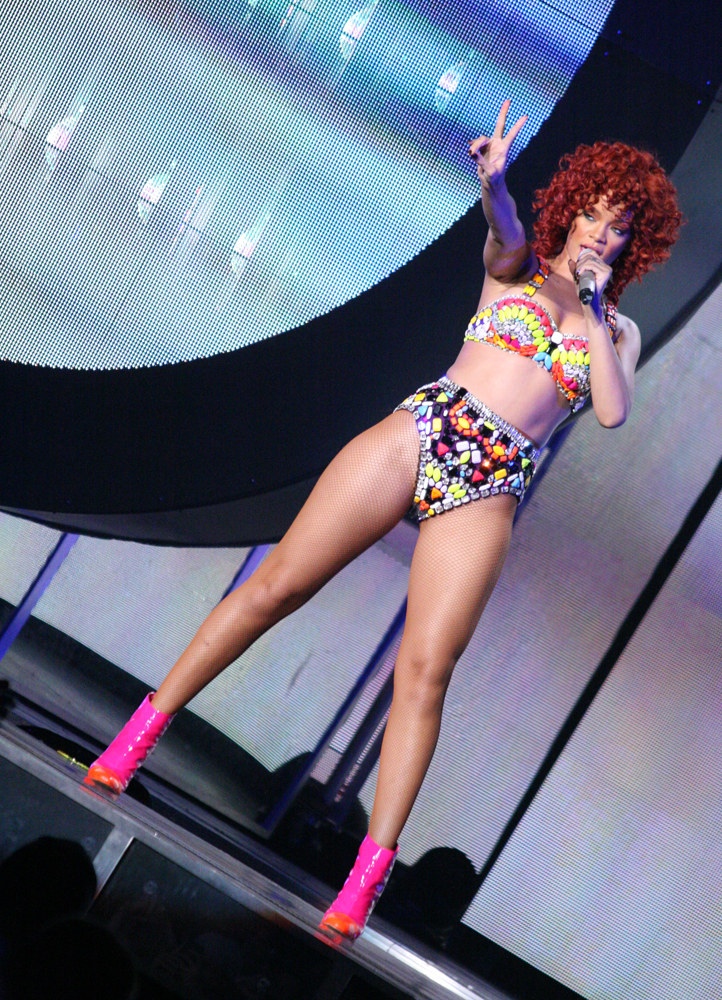
A cantora barbadiana Rihanna participa no remix da canção.

Ele cantou "Turn Up the Music" na cerimônia do Billboard Music Awards em 2012, que aconteceu no MGM Grand Garden Arena, em Paradise, Nevada. O desempenho começou quando Brown entrou no palco em uma bicicleta fluorescente e pediu a seu boneco astronauta para ativar a zona de diversão. Ele usava uma jaqueta forrada com pele de leopardo. O desempenho recebeu uma resposta mista de celebridades, principalmente de Joe Jonas, Pink e Carey Hart, que criticaram o cantor por ter dublado. Em 8 de junho de 2012, Brown cantou "Turn Up the Music" no programa televisivo estadunidense Today. A set list também incluiu "Don't Wake Me Up", "Yeah 3x" e "Forever". Mais tarde, ele apresentou um medley de "Turn Up the Music" e "Don't Wake Me Up" na cerimônia do BET Awards 2012 que aconteceu no dia 1 de julho de 2012, onde ele apareceu sem camisa com corpo pintado de cinza. Georgette Cline do Boombox escreveu que "Brown fez um show energético" e descreveu suas rotinas de dança durante a performance como "atraente".
Em 14 de fevereiro de 2012, uma remistura de "Turn Up the Music" por DJ Pauly D. estreou no programa de rádio On Air with Ryan Seacrest apresentado por Ryan Seacrest. Depois surgiram rumores de que Brown iria participar em uma canção da cantora Rihanna, "Birthday Cake". Após Brown postar em uma de suas redes sociais: "Deixe-os serem loucos, fazemos músicas e quem não gosta não escuta, aumente o remix da música está chegando e adivinha quem está nela!!!?", uma sugestão possível era que a artista seria essa pessoa, os rumores suscitaram controvérsias da mídia, devido a agressão que ela sofreu por Brown, e por ele não ter sido aceito na festa do pré-Grammy em 2009. O lançamento do remix com Rihanna ocorreu em 20 de fevereiro de 2012, marcando a primeira colaboração de ambos, desde a última que aconteceu em 2009 na canção "Bad Girl".

## Créditos
Todo o processo de elaboração, gravação e produção da canção "Turn Up the Music" atribuem os seguintes créditos.
| - Chris Brown - vocalista, compositor - Terence Cole - compositor - Iain Findley - assistente de gravação - Serban Ghenea - misturador - John Hanes - engenheiro de mixagem | - Andrew Hey - gravador - Michael "Mike J" Jimenez - compositor, vocal de apoio - Alexander "Fuego" Palmer - compositor, produtor - Phil Seaford - assistente de engenheiro de mixagem - Brian Springer - gravador - The Underdogs - compositor, produtor |

## Desempenho nas tabelas musicais
Na Austrália, "Turn Up the Music" estreou no ARIA Singles Chart na décima terceira posição em 20 de fevereiro de 2012, tornando-se a maior nova entrada para essa semana. A canção também entrou no ARIA Singles Chart Urban no número seis. Na semana seguinte, subiu respectivamente para a sexta e quarta colocação. A obra foi certificada como disco de platina-duplo pela Australian Recording Industry Association (ARIA), denotando embarques de 140.000 unidades. Na Nova Zelândia, O single estreou no pico de número nove em 20 de fevereiro de 2012, e passou 11 semanas na parada. A canção foi certificado  como disco de ouro pela Recording Industry Association of New Zealand (RIANZ), por mais de 7.500 cópias vendidas no país.
Nos Estados Unidos, "Turn Up the Music" entrou na parada Pop Songs na trigésima sexta posição no gráfico publicado pela Billboard a 25 de fevereiro de 2012, tornando-se a maior estréia para essa semana. A faixa também desempenhou-se na Radio Songs, no número 71. Após o desempenho de Brown  no Grammy Awards, o compacto estreou no Digital Songs na nona colocação em 3 de março de 2012, com mais 180 mil cópias vendidas. Na mesma semana, a canção estreou em número 10 na Billboard Hot 100, marcando a décima canção do cantor a entrar nesse gráfico. A faixa também teve um aumento nas rádios de 27% de audiência, passando de número 71 para o número 56 na parada Radio Songs. Em agosto de 2012, a música vendeu um milhão de cópias digitais nos Estados Unidos. No Canadá, o single entrou no Canadian Hot 100 no número 38 em 3 de março de 2012, e alcançou a décima nona posição em 14 de abril de 2012 e passou quatro semanas no gráfico.
"Turn Up the Music" também alcançou as vinte primeiras posições em alguns países europeus. Chegando ao número  ao número 15 na Hungarian Airplay Chart, e número 20 no Slovak Airplay Chart. Na parada Irish Singles Chart, alcançou a décima segunda posição e passou 18 semanas no gráfico. No Reino Unido, a canção estreou na primeira colocação em 7 de abril de 2012, vendendo 83.777 cópias em sua primeira semana, tornando-se o primeiro single número um nesse país. Na mesma semana, a faixa também estreou no topo da parada Scottish Singles Chart. O compacto vendeu 273 mil cópias no Reino Unido em dezembro de 2012. No Japão, a canção conquistou a oitava colocação na parada Japan Hot 100 publicada pela Billboard, e na Coréia do Sul desempenhou-se na posição de número 12.
| País/Parada musical (2012)                 | Melhor Posição |
| ------------------------------------------ | -------------- |
| Austrália - Australian Singles Chart       | 6              |
| Austrália - Australian Urban Singles Chart | 4              |
| Áustria - Ö3 Austria Top 75                | 29             |
| Bélgica - Ultratip (Flanders)              | 5              |
| Bélgica - Ultratip (Valônia)               | 17             |
| Brasil - Hot 100 Airplay (Billboard)       | 65             |
| Brasil - Hot Pop Songs (Billboard)         | 27             |
| Canadá - Canadian Hot 100 (Billboard)      | 25             |
| Coreia do Sul - Gaon International Chart   | 12             |
| Dinamarca - Tracklisten                    | 12             |
| Estados Unidos - Latin Pop Songs           | 31             |
| Estados Unidos - Pop Songs                 | 18             |
| Estados Unidos - Billboard Hot 100         | 10             |
| Estados Unidos - Hot Dance Club Songs      | 19             |
| Escócia - The Official Charts Company      | 1              |
| França - SNEP                              | 56             |
| Eslováquia — Rádio Top 100 Oficiálna       | 20             |
| Hungria - Rádiós Top 40                    | 15             |
| Irlanda - Irish Singles Chart              | 12             |
| Japão - Japan Hot 100                      | 8              |
| México - (Monitor Latino)                  | 27             |
| Nova Zelândia - New Zealand Singles Chart  | 9              |
| Países Baixos - Mega Single Top 100        | 24             |
| Reino Unido - UK Singles Chart             | 1              |
| Reino Unido - R&B                          | 1              |
| Suécia - Sweden Single Chart               | 33             |
| Suíça - Swiss Music Charts                 | 49             |

| País / Certificadora  | Certificações |
| --------------------- | ------------- |
| Austrália - ARIA      | 2× Platina    |
| Dinamarca - IFPI      | Platina       |
| Nova Zelândia - RIANZ | Ouro          |

| Parada (2012)                         | Posição |
| ------------------------------------- | ------- |
| Austrália (ARIA)                      | 70      |
| Austrália Urban (ARIA)                | 21      |
| Canadá (Canadian Hot 100)             | 68      |
| Japão (Japan Hot 100)                 | 88      |
| Reino Unido (Official Charts Company) | 79      |
| Estados Unidos (Billboard Hot 100)    | 84      |

## Lançamento
O lançamento nos países da América Latina nos formatos digital e airplay, aconteceu em 7 de fevereiro de 2012. Em vários países europeus o lançamento ocorreu em 10 de fevereiro e no Reino Unido e Irlanda em 25 de março.
| País           | Data                    | Formato                | Versão                             | Gravadora   |
| -------------- | ----------------------- | ---------------------- | ---------------------------------- | ----------- |
| Estados Unidos | 7 de fevereiro de 2012  | Contemporary hit radio | Airplay                            | RCA Records |
| Alemanha       | 10 de fevereiro de 2012 | Descarga digital       | Versão single                      | RCA Records |
| Austrália      | 10 de fevereiro de 2012 | Descarga digital       | Versão single                      | RCA Records |
| Áustria        | 10 de fevereiro de 2012 | Descarga digital       | Versão single                      | RCA Records |
| Bélgica        | 10 de fevereiro de 2012 | Descarga digital       | Versão single                      | RCA Records |
| Canadá         | 10 de fevereiro de 2012 | Descarga digital       | Versão single                      | RCA Records |
| Dinamarca      | 10 de fevereiro de 2012 | Descarga digital       | Versão single                      | RCA Records |
| Espanha        | 10 de fevereiro de 2012 | Descarga digital       | Versão single                      | RCA Records |
| Finlândia      | 10 de fevereiro de 2012 | Descarga digital       | Versão single                      | RCA Records |
| França         | 10 de fevereiro de 2012 | Descarga digital       | Versão single                      | RCA Records |
| Irlanda        | 10 de fevereiro de 2012 | Descarga digital       | Versão single                      | RCA Records |
| Itália         | 10 de fevereiro de 2012 | Descarga digital       | Versão single                      | RCA Records |
| Países Baixos  | 10 de fevereiro de 2012 | Descarga digital       | Versão single                      | RCA Records |
| Nova Zelândia  | 10 de fevereiro de 2012 | Descarga digital       | Versão single                      | RCA Records |
| Noruega        | 10 de fevereiro de 2012 | Descarga digital       | Versão single                      | RCA Records |
| Portugal       | 10 de fevereiro de 2012 | Descarga digital       | Versão single                      | RCA Records |
| Suécia         | 10 de fevereiro de 2012 | Descarga digital       | Versão single                      | RCA Records |
| Suíça          | 10 de fevereiro de 2012 | Descarga digital       | Versão single                      | RCA Records |
| Estados Unidos | 14 de fevereiro de 2012 | Descarga digital       | Versão single                      | RCA Records |
| Estados Unidos | 15 de fevereiro de 2012 | Descarga digital       | Performance nos 54th Grammy Awards | RCA Records |
| Reino Unido    | 25 de março de 2012     | Descarga digital       | Versão single                      | RCA Records |
| Alemanha       | 6 de abril de 2012      | CD single              | Versão single                      | RCA Records |